# كولمان اندروز
كولمان اندروز (بالإنجليزية: Colman Andrews)‏ هو صحفي وكاتب أمريكي، ولد في 18 فبراير 1945 في سانتا مونيكا في الولايات المتحدة.